# Pilar Cruz
Pilar Cruz (Bogotá) es una economista colombiana. En 2024, fue reconocida en la lista TIME100 Climate de la revista estadounidense Time por su labor en el ámbito de la sostenibilidad.

## Trayectoria
Nacida en la capital colombiana de Bogotá, Pilar Cruz se licenció en Ciencias Económicas por la Universidad de Los Andes, y después cursó un máster en Administración de Empresas por la Escuela de negocios Ross adscrita a la Universidad de Míchigan.
Comenzó su carrera profesional como analista. En 2002 se incorporó a Cargill como asociada en Estrategia Corporativa y Desarrollo de Negocios y durante dos décadas fue desarrollando diferentes cargos en la compañía en los ámbitos de proteínas y nutrición animal, en Canadá, Estados Unidos, Brasil, Costa Rica, Nicaragua y el Reino Unido, entre otros. Ha sido presidenta de la filial Aqua Nutrition y en 2017, se convirtió en presidenta del negocio de alimentación y nutrición de Cargill a nivel mundial. En 2021, la compañía la nombró directora de sostenibilidad, siendo la primera persona en ocupar el cargo y la primera persona de América Latina en pasar a formar parte de su equipo directivo.
A lo largo de su carrera, Cruz ha colaborado con otras compañías en la descarbonización de las cadenas de suministro.  Se convirtió en miembro del consejo de administración de la empresa cotizada estadounidense que trabaja para la filtración de aire, aceite y líquidos industriales y de motores, Donaldson Company Inc y en el de la británica Avara Food Holding.  En 2022, fue nombrada miembro de la junta directiva del Programa Mundial de Alimentos de la Organización de las Naciones Unidas (ONU)

## Reconocimientos
En 2024, la revista estadounidense Time incluyó a Pilar Cruz en la lista TIME100 Climate, lo que la reconocía como uno de los 100 líderes empresariales más influyentes del mundo en clima.